# Neocompsa sinaloana
Neocompsa sinaloana är en skalbaggsart som först beskrevs av Linsley 1935.  Neocompsa sinaloana ingår i släktet Neocompsa och familjen långhorningar. Inga underarter finns listade i Catalogue of Life.